# Torsten Ullman
Torsten Elis Ullman (27. července 1908 Stockholm – 11. května 1993 Växjö) byl švédský sportovní střelec, zaměřený na pistolové disciplíny. Byl členem klubu Föreningen Hjortskyttarna.
Startoval na pěti olympiádách. Na LOH 1936 v Berlíně vyhrál soutěž 50 m libovolná pistole ve světovém rekordu 559 bodů a byl třetí v soutěži 25 m rychlopalná pistole. V roce 1948 na londýnských hrách získal bronzovou medaili v libovolné pistoli a čtvrté místo v rychlopalné pistoli. Na OH 1952 a 1956 skončil šestý a v roce 1960 čtvrtý. Získal devět zlatých medailí na mistrovství světa ve sportovní střelbě a dvaapadesátkrát vyhrál švédský šampionát.
Studoval na Univerzitě v Cambridgi a Uppsalské univerzitě. Po ukončení sportovní kariéry založil vlastní firmu zaměřenou na výrobky jemné mechaniky. Věnoval se také teorii sportovní střelby a spolu se sovětským střelcem Lvem Vajnštejnem vydal odbornou příručku. Zdůrazňoval důležitost kondiční přípravy, sám se aktivně věnoval tenisu a veslování.
V roce 1937 se stal prvním střelcem, kterému byla udělena Zlatá medaile Svenska Dagbladet pro švédského sportovce roku. V anketě o nejlepšího švédského střelce dvacátého století byl druhý za Ragnarem Skanåkerem. Švédskými reprezentanty ve střelbě byly i jeho děti Erland, Cecilia a Marie-Louise Ullmanovi.